# Dafina (plat)
Pour les articles homonymes, voir Dafina.
La dafina (également skhina, tafina, tafna, dfina, matfun) est un plat traditionnel de la cuisine juive du Maghreb. Ce plat est traditionnellement consommé lors de la Seouda Shenit, le deuxième repas du chabbat, qui a lieu le samedi vers midi.

## Étymologie
Le mot dafina vient de l'arabe ad-dafina, qui veut dire « couvert », « étouffé », relatif au mode de cuisson, qui se faisait historiquement dans un trou creusé à même le sol ou dans les fours en terre des boulangers.

## Origine
La dafina maghrébine tirerait son origine du puchero espagnol.

## Contexte
Pour des raisons religieuses, les Juifs ne cuisinent pas le jour du chabbat. Néanmoins, le chabbat devant revêtir un caractère de « délice », il est également prescrit de manger un plat de viande chaud. Ce problème est résolu en cuisinant la dafina dès le vendredi soir, avant la tombée de la nuit, et de la laisser mijoter sur un petit feu (de nos jours, une plaque chauffante) pendant près de quinze heures, ce qui lui donne un goût très particulier. Au bout de la cuisson, les ingrédients caramélisent. Le tcholent (plat ashkénaze) suit le même principe, mais son goût est fort différent.
La dafina marocaine ou dfina est généralement composée de viande de bœuf, de pommes de terre, de pois chiches, d'œufs et de blé. On y trouve aussi parfois du riz. 
Il existe aussi la dafina dite de Pessa'h (pâque juive) à base de petits pois (sans pois chiches, ni riz ou blé). À table, on ajoute du sel, du poivre et du cumin. Plusieurs variétés locales existent cependant, telle la dafina constantinoise, qui est préparée avec des épinards.